# T-37 (char)
 (février 2024).
Si vous disposez d'ouvrages ou d'articles de référence ou si vous connaissez des sites web de qualité traitant du thème abordé ici, merci de compléter l'article en donnant les références utiles à sa vérifiabilité et en les liant à la section « Notes et références ».
Pour les articles homonymes, voir T-37.
Le char T-37 est le premier d'une longue série de chars légers amphibies soviétiques, qui fut développé au début des années 1930. La production de 1933 à 1936 totalisa 2 627 exemplaires de toutes les versions. Les premiers construits, le furent par rivetage, ce qui posait des problèmes de flottaison, on passa rapidement à un assemblage par soudure.
2 225 étaient en service au moment de l'opération Barbarossa. Il fut employé jusqu'en 1943 pour les opérations amphibies et la reconnaissance en particulier à Sébastopol en 1941 et 1942 et lors du débarquement en Crimée en décembre 1941.

## Variantes
- T33 - prototype
- T37 - première version rivetée, non étanche (environ 70 exemplaires), 2,9 t, longueur 3,3 m, hauteur 1,74 m.
- T37A - version avec une caisse soudée (1909 exemplaires).
- T37RT - équipé radio (643 exemplaires)
- OT37 - char lance flamme basé sur le T37A (75 exemplaires), Lance-flamme KS-1 (18 recharges) et mitrailleuse 7,62 mm DT (2140 coups).